# Flipper & Lopaka
Flipper & Lopaka ist eine Zeichentrickserie, die von der australischen Produktionsgesellschaft Yoram-Gross-Filmstudios erschaffen und hauptsächlich vom australischen Seven Network mehrere Male ausgestrahlt wurde.

## Handlung
Die Serie spielt auf den „Millhouse-Inseln“ von „Illoka“, auf der die Inselbewohner ohne den Gebrauch moderner Technologien überleben.
Ihre Hütten sind aus Bambus und farnartigen Gewächsen erbaut; ihre Nahrung besteht aus verschiedenen Früchten, die sie auf der Insel finden. Unter dem Ozean, der die Insel umgibt, liegt „Quetso“, die versunkene „Millhouse-Insel“ und nun das Zuhause vieler Meeresbewohner. Zu Beginn der Serie wird „Quetso“ von Flippers Eltern beherrscht.
Während der dritten Staffel erfahren Flipper und Lopaka, dass „Quetso“ vor langer Zeit, als König „Dextorian“ Neptuns Statue und dessen Dreizack an die Wasseroberfläche gebracht hatte, die Insel aus diesem Grund versunken war: Genau in dem Moment, als die Reliquien an die Oberfläche gelangt waren, war ein See-Vulkan ausgebrochen, sodass „Quetso“ wieder versunken und die Insel „Illoka“ entstanden war.
Da sich immer noch beide Gegenstände in „Quetso“ befinden, müssen Flipper und Lopaka zumindest die Statue in einem Meeresgraben versenken, um zu verhindern, dass erneut eine derartige tektonische Verschiebung stattfinden kann.

## Figuren

### In allen Staffeln
Lopaka

Lopaka ist ein zwölf Jahre alter Junge, der Unterwasser atmen und sich mit den Meeresbewohnern, wie etwa seinem Delfinfreund Flipper, unterhalten kann. Bekleidet ist er stets mit einem roten Lendenschurz („Inseltracht“) und trägt, wie alle männlichen Bewohner von „Iloka“, ein Armband am Handgelenk. Lopaka ist ein sehr treuer Freund, sowohl der Meeres- als auch der Inselbewohner.
Seit Flipper ihn vor dem Ertrinken gerettet hat, sind die beiden beste Freunde.
Die Inselbewohner wundern sich oft, wohin Lopaka verschwindet, wenn er sich in „Quetso“ aufhält. In der Folge Secrets and Lies muss Lopaka sein Geheimnis jedoch offenbaren, um dem verletzten Flipper zu helfen.
Flipper

Flipper ist ein geistreicher, lebhafter, treuer und freundlicher Delfin. Seine Eltern herrschen über die Stadt „Quetso“. Wenn Schwierigkeiten in der Unterwasserstadt entstehen, gewöhnlich von Dexter verursacht, wenden sich die Bewohner von „Quetso“ stets erfolgreich an Flipper und bitten diesen um Hilfe. Der Delfin hat einen weißen Bauch sowie einen hellblauen Rücken. Er stellt das größte (Angriffs-)Ziel für Dexter dar.
Dexter

Dexter ist der gigantische lila Oktopus, der auf die Herrschaft in „Quetso“ spekuliert. Er ist betrügerisch, er manipuliert gerne und ist ein totaler Feigling. Mehrere Male haben Flipper und Lopaka ihn vor dem sicheren Tod bewahrt. Dennoch heckt er stets einen neuen Plan gegen Flipper aus. Dexter lebt in einer Grotte am Rande von „Quetso“, unter „Illoka“. Obwohl er sich selbst immer für seine genialen Ideen lobt, ist Dexter nicht wirklich der Hellste. Allerdings sollte er nicht unterschätzt werden: Wenn er wirklich will, kann er sehr hinterhältig werden. Dexter hat anders als ein normaler Oktopus nur sechs Tentakeln.
Serge

Serge ist der Kopf hinter den meisten Plänen von Dexter. Er ist eine hellgrüne Schlange mit verschlagenem und scharfem Verstand. Obwohl er wahrhaftig das „Gehirn“ von Dexters Truppe ist, wird er von diesem nie gelobt. Sofern aber etwas schiefgehen sollte, wird ihm dafür die Schuld gegeben.

### Staffel 2
Professor Troy, Spike und Goose

Professor Troy ist eine talentierte Wissenschaftlerin, welche die Geschichte von „Quetso“ und „Illoka“ erforschen möchte sowie den Grund dafür, warum die Stadt versunken ist und versucht sie wieder zu Oberfläche zu bringen. Bezüglich des Charakters ist sie ein herzensguter Mensch.
Ihr Sohn Spike ist mit Lopaka befreundet und sehr erstaunt darüber, dass Lopaka so lange unter Wasser sein kann und wie die Inselbewohner ohne Technik des 20. Jahrhunderts zurechtkommen. Er versucht, ihnen Vorzüge des „Fortschrittes“ zu zeigen, während er mit ihnen spielt.
Goose, Troys ungewöhnlicher Assistent, ist ein junger, wortkarger Mann. Immer wenn er spricht, tut er dies mit langsamer und tiefer Stimme. Er trägt stets eine Schwimmweste und Jeans.

### Staffel 3
Captain Barnibus Krabbe, Kim, Simon

Captain Krabbe ist ein kleiner, moderner Pirat, der zu „Iloka“ gekommen ist, um Neptuns Statue und dessen Dreizack zu suchen. Seine 18-jährige Nichte Kim ist mitgekommen, um ihn bei diesem Unternehmen zu unterstützen und Erfahrungen in der Piraterie zu sammeln. Kim ist eine eifrige Piratin und zudem das technische Genie der Schiffes. Simon, der Chefkoch, ist hingegen ein großer Matrose, der die Unfälle geredezu anzuziehen scheint. Doch obwohl er ein Pirat ist, ist er sehr liebenswürdig und einfühlsam.
Ultra

Ultra ist ein pinkfarbener Delfin, die als Kind von ihren Eltern getrennt wurde. Sie wuchs in einem wissenschaftlichen Labor auf und wurde von den Piraten mitgebracht, um den Ozeanboden abzusuchen. Nach einigen Vorfällen offenbart sie sich als eine ehrliche Kameradin, sodass sie von Flipper gerne in dessen Gruppe aufgenommen wird. Später in der Serie "Ultra kommt nach Hause" findet sie ihre Eltern zusammen mit ihrer kleinen Schwester Delta.

## Sprecher
Die deutsche Synchronfassung entstand bei der Studio Hamburg Synchron und der Elektrofilm Postproduction Facilities GmbH, Berlin. Unter anderem schrieb Eberhard Storeck das Dialogbuch und führte Regie.
| Rolle                   | Sprecher                      |
| ----------------------- | ----------------------------- |
| Delfin Flipper          | Robin Brosch                  |
| Lopaka                  | Tobias Schmidt                |
| Häuptling Kapuna        | Klaus Dittmann                |
| Kerava                  | Günter Lüdke                  |
| Bolo                    | Tobias Müller                 |
| Lopakas Vater           | Harald Pages Detlef Bierstedt |
| Nola                    | Stephanie Damare              |
| Oktopus Dexter          | Tom Deininger                 |
| Seeschlange Serge       | Eberhard Storeck              |
| Delfin Ultra            | Ilona Otto                    |
| Captain Barnibus Krabbe | Frank-Otto Schenk             |
| Kim                     | Tanja Geke                    |

## Auf DVD
1. Episoden 1 – 4: Die versunkene Stadt. Die Geheimnisse von Quetzo. Der Vulkan. Der weiße Wal. EAN 5414233124894. Studio100, 2009
2. Episoden 5 bis 8: EAN 5414233125372 Studio100, 2009
3. Piraten auf Quetzo EAN 5414233125358 ebd., 2009